# Die Nacht des Fährmanns
Die Nacht des Fährmanns (Originaltitel: La nuit du passeur) ist ein Roman des französischen Germanisten Jean-Pierre Lefebvre. Er erschien im französischen Original 1989 bei Denoël und in der deutschen Übersetzung von Annette Lallemand 1992 im Fischer Taschenbuch Verlag.

## Inhalt
Die Handlung spielt im Februar und März 1967 und beginnt in Heidelberg, wo Jonas Fieber Französischlektor an der Universität ist. Er wohnt am Neuenheimer Ufer, muss also auf dem Weg zur Arbeit den Neckar überqueren. Da die nächsten beiden Brücken etwas entfernt liegen, setzt er normalerweise mit der Fähre über. An einem Tag Mitte Februar scheint der Fährbetrieb aus unerfindlichen Gründen ausgesetzt worden zu sein. Fieber kennt den Fährmann Werner Linzer durch Gespräche während der Überfahrten und durch gelegentliche Schachpartien und stattet ihm später einen Besuch ab, da ihm die Einstellung des Fährdienstes komisch vorkommt. In Linzers Hütte findet er diesen tot auf und obwohl die Anzeichen auf Selbstmord deuten, ist Fieber skeptisch. Die Polizei aber legt den Fall rasch ad acta. Der zuständige Kommissar wird wegbefördert, was Fiebers Skepsis noch steigert.
Fieber findet heraus, dass Linzer in einer Vertriebenenorganisation, der Sudetendeutschen Landsmannschaft, als Schatzmeister tätig war. In dieser Position scheint er über Jahre heimlich Namen und Adressen von ehemaligen Nazigrößen gesammelt zu haben, die mittlerweile wieder in Schlüsselpositionen gelangt sind, obwohl sie weiterhin nationalsozialistischem Gedankengut nachhängen. Was Linzer mit seiner Datensammlung bezweckt hat, bleibt unklar, die Protagonisten des weitverzweigten Netzwerks ehemaliger Nazis versuchen jedenfalls mit allen Mitteln, der Aufzeichnungen Linzers habhaft zu werden. Nach dessen Ermordung suchen sie u. a. dessen Mutter auf, können die gesuchte Kladde allerdings nicht finden. Schließlich gelingt es Fieber, die Kladde an sich zu nehmen – er findet sie versteckt auf der Fähre. Er bringt sie nach Paris, wo er sie von seinem alten Lehrer und Freund Léon, der an der Bibliothèque nationale arbeitet, kopieren lässt.
Vor allem wegen seiner Freundin Libu kehrt Fieber dann nach Heidelberg zurück. Er wird dort immer stärker bedrängt, die Entführung seiner Freundin führt ihm drastisch vor Augen, wie ernst es seinen Gegnern ist. Fieber entschließt sich zu einer ebenso drastischen Reaktion: Er entführt die Mutter des ehemaligen hochrangigen Nazis Manfred Koch und bringt sie sowie Kochs kleine Tochter Uschi nach Frankreich. Seine Verfolger sind ihm dabei dicht auf den Fersen, aber es gelingt ihm, die beiden in eine schwer zugängliche Hütte in die tief winterlichen Savoyen zu bringen, um sie als Geiseln später gegen Libu austauschen zu können.
Der Austausch der Entführten findet im französisch-italienisch-schweizerischen Grenzgebiet mit Hilfe eines Hubschraubers statt. Im Anschluss an die erfolgreiche Freipressung unternehmen Fieber und Libu eine Reise durch Frankreich und machen unter anderem Halt in Bordeaux, der Frühling ist angebrochen. Sie kehren nach Deutschland zurück, wo sich mit der Ermordung Benno Ohnesorgs am 2. Juni 1967 die Zeit der militanten Studentenbewegung ankündigt. Was mit den Namen und Adressen aus der Kladde des Fährmanns schlussendlich passiert, wird nicht dargestellt, unmittelbare Auswirkungen für das Netzwerk alter Nazis werden nicht beschrieben: „Sie waren nur wieder einmal aufgescheucht worden, weltweit.“ (S. 345 der deutschen Ausgabe)

## Analyse und Hintergrund
Mit der Verlegung des Schauplatzes von Heidelberg nach Savoyen ändern sich auch Tempo und Charakter des Romans. Aus einer Kriminalgeschichte wird ein politisierendes Actiondrama, das mit zahlreichen Kolportageelementen durchsetzt ist. Fieber agiert nun im Stil linksterroristischer Gruppierungen der 60er- und 70er-Jahre, seine beiden Entführungsopfer behandelt er nonchalant wie politische Gefangene. Zur unmündigen Koch-Tochter ist er etwas netter, doch sie erkrankt an Mittelohrentzündung, und indem Fieber sie nicht ärztlich versorgen lässt, riskiert er durchaus ihr Leben. Insgesamt werden die konspirativen Maßnahmen, die Fieber ergreift, mit verklärendem Impetus beschrieben, etwa die Treffen mit seinen ehemaligen Kommilitonen Rabah und Spiros auf dem Wohncampus seiner ehemaligen Pariser Universität. Zwischendurch wird immer wieder der Verlauf der französischen Parlamentswahl von 1967 geschildert und kommentiert.
Der Roman ist in 33 Kapitel unterteilt. An zwei Stellen wird der Erzählfluss auffällig unterbrochen, in Kapitel 13 durch ein dokumentarisches Auschwitz-Gedicht (S. 141–146) und in Kapitel 26 durch „eine Einschlafgeschichte für Kinder“, die vom kleinen Seehund Usch handelt und die Jonas der kleinen Koch-Tochter Uschi erzählt (S. 266–279).
Lefebvre selbst war von 1965 bis 1967 Lektor am Romanischen Seminar der Universität Heidelberg. Die Nacht des Fährmanns ist bis heute sein einziger Roman geblieben.

## Ausgaben
- Jean-Pierre Lefebvre: La nuit du passeur. Roman. Paris: Denoël 1989. ISBN 2-207-23592-0
- Jean-Pierre Lefebvre: Die Nacht des Fährmanns. Roman. Aus dem Französischen von Annette Lallemand. Frankfurt/M.: Fischer Taschenbuch Verlag 1992. ISBN 3-596-11017-3